# کیفسکی یوگان
کیفسکی یوگان (به لاتین: Kievsky Yogan) یک رود در روسیه است که در استان تومسک واقع شده‌است.